# Liberation (album de Talib Kweli et Madlib)
Pour les articles homonymes, voir Libération.
Albums par Talib Kweli
Right About Now: The Official Sucka Free Mix CD
(2005) Eardrum
(2007)
Albums par Madlib
Beat Konducta Vol 1-2: Movie Scenes
(2006) Beat Konducta Vol 3-4: Beat Konducta in India
(2007)
Liberation est un album collaboratif de Talib Kweli et Madlib, diffusé à partir du 1er janvier 2007 en téléchargement gratuit sur le site du label Stones Throw Records et pendant la première semaine de l'année 2007. L'opus a ensuite été commercialisé en CD et vinyle.
Tous les titres sont produits par Madlib et interprétés par Talib Kweli.

## Liste des titres
| No | Titre                                      | Contient un (des) sample(s) de                                                                         | Durée |
| -- | ------------------------------------------ | --- | ----- |
| 1. | The Show                                   | The Magic of Your Love des Majestic Arrows                                                             | 2:21  |
| 2. | Funny Money                                | Funny Money de David Porter                                                                            | 3:04  |
| 3. | Time Is Right                              | Lady Luck de Kenny Loggins                                                                             | 2:17  |
| 4. | Engine Running (featuring Consequence)     | | 3:39  |
| 5. | Over the Counter                           | | 4:05  |
| 6. | The Function (featuring Strong Arm Steady) | | 4:09  |
| 7. | Happy Home (featuring Candice Anderson)    | Since I Been Gone des Spinners                                                                         | 5:50  |
| 8. | Soul Music (featuring Res)                 | Interlude de Lamont Dozier I've Got My Music (Original Version of "Turn on Some Music") de Marvin Gaye | 2:29  |
| 9. | What Can I Do?                             | You Were Made for Me de Luther Ingram                                                                  | 2:18  |